# Weinbau in Portugal

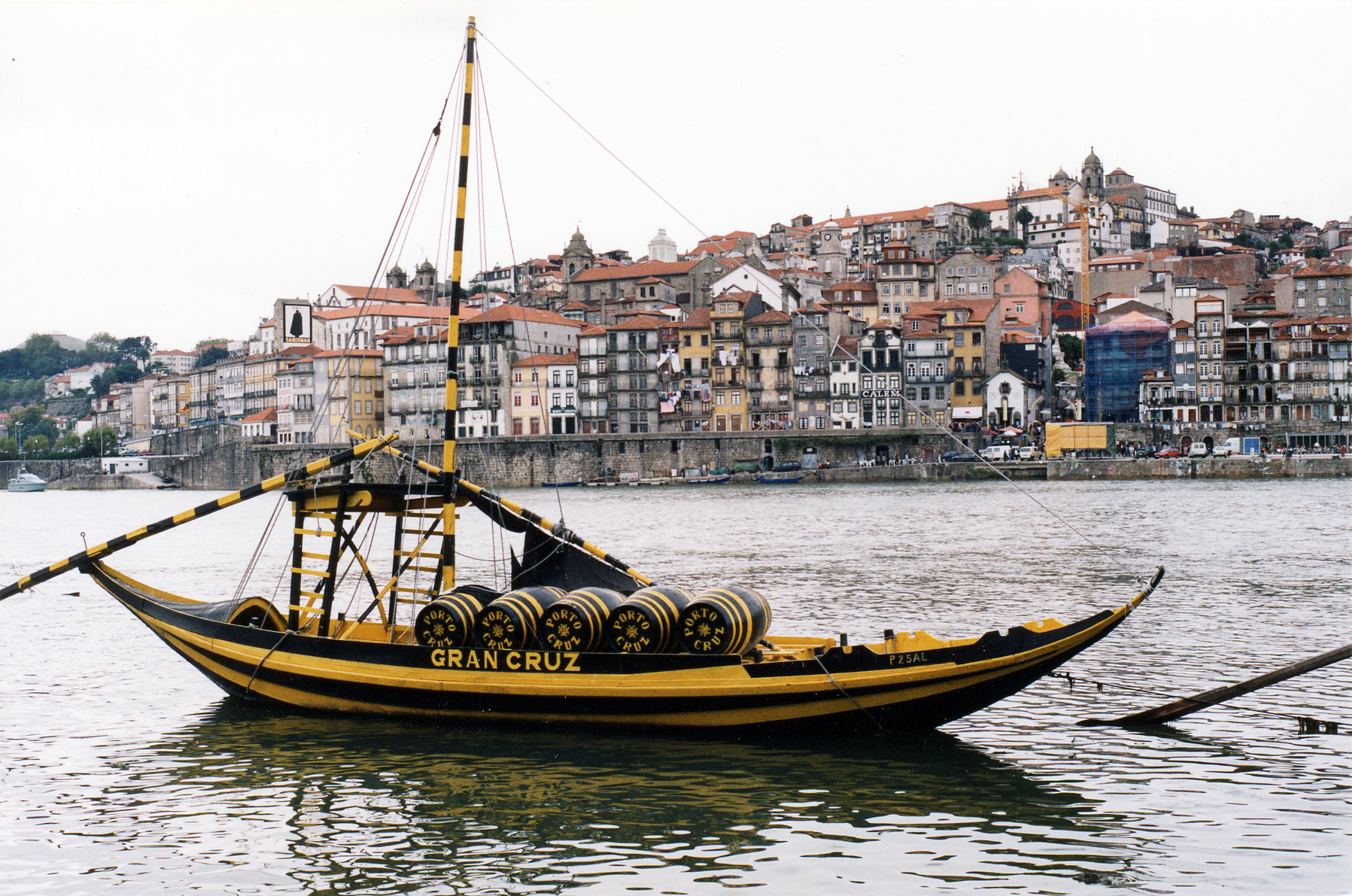
Transport von Portwein auf dem Fluss Douro

Der Weinbau in Portugal ist von Gegensätzen geprägt. Während im Landesinneren noch schwere, tanninreiche Rotweine sowie Port- und Madeirawein vorherrschen, kommen aus dem kühlen atlantischen Klima des Nordens leichte Weine wie der Vinho Verde.

## Geschichte

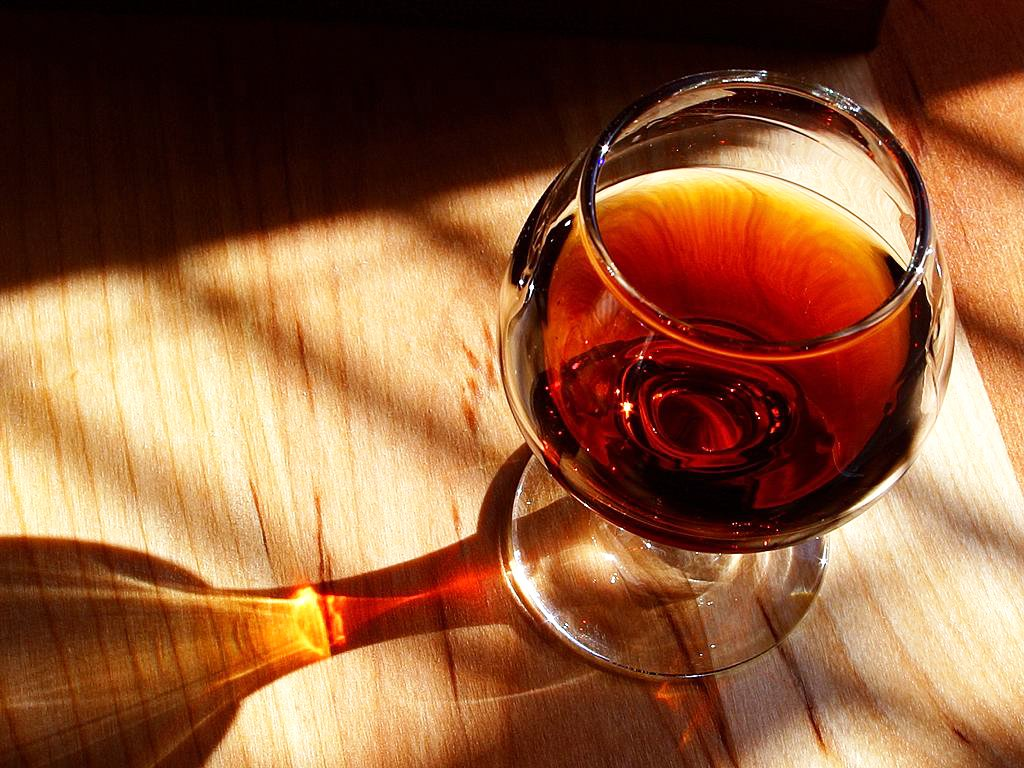
Glas mit Portwein

Phönizier, Griechen und Römer brachten die Reben und den Weinbau nach Portugal, der während der maurischen Herrschaft auf bescheidenem Niveau fortgeführt wurde. Seit dem 12. Jahrhundert gründete der Zisterzienser-Orden in Portugal 18 Klöster und beeinflusste den Weinbau nachhaltig. König Dom Dinis (dt. König Dionysius, der sechste König von Portugal aus dem Hause Burgund), genannt der „Bauernkönig“, förderte die Landwirtschaft und den Weinbau so entscheidend, dass mit den Erträgen eine Handelsflotte aufgebaut werden konnte und damit die Basis für den Aufstieg zur Weltmacht geschaffen wurde.
Nach der Schlacht von Aljubarrota/Alcobaça 1385 und dem Vertrag von Windsor (1386) entstand ein florierender Weinhandel mit Großbritannien. Unter Heinrich dem Seefahrer wurden auf der wiederentdeckten Insel Madeira Muskateller- und Malvasia-Trauben angepflanzt. Nach der Erhebung von hohen Zöllen auf französische Weine durch William den III. 1693 entdeckten die englischen Weinhändler den portugiesischen Rotwein als Alternative. Der Portwein und der Madeira wurden dabei die Exportschlager. Portugal erließ 1756 das weltweit erste Gesetz zur Begrenzung eines Anbaugebiets, das Portwein-Gebiet Alto Douro am Douro. Die Zerstörung der Anbaugebiete durch Mehltau und Reblaus warf die Weinproduktion zurück, bis um 1930 ein Wiederaufbau durch zahlreiche Winzergenossenschaften begann. Die Nelkenrevolution und die Öffnung gegenüber der Europäischen Gemeinschaft sorgten endgültig für eine Renaissance der portugiesischen Weinbaukultur. Das international bekannteste Produkt war lange der als Massenwein produzierte Mateus Rosé.

## Fakten
In Portugal wird eine Rebfläche von etwa 239.000 Hektar (flächenmäßig die siebtgrößte der Welt) bearbeitet, die eine Jahresproduktion von etwa 6 – 7 Millionen Hektoliter ergibt. In der Rangliste der weltweiten Jahresproduktion liegt Portugal damit knapp hinter Deutschland auf Rang 11. In den letzten 5 Jahren konnte Portugal seine Jahresproduktion im Gegensatz zum weltweiten Trend um 8 Prozent steigern und verzeichnet insbesondere im Export einige Erfolge. Etwa 15 % der werktätigen Bevölkerung Portugals lebt vom Weinanbau. Der jährliche Weinkonsum liegt bei 42 – 43 Litern pro Kopf und ist damit geringer als bei Luxemburgern und Franzosen. Der erste Platz unter den weintrinkenden Ländern mit 130 Litern Pro-Kopf-Konsum, wie in einigen älteren Publikationen kolportiert, ist längst verloren.
Es gibt heute in Portugal fünf Weinbauzonen mit über 40 Qualitätswein-Anbaugebieten, davon 26 mit DOC-Status. DOC bedeutet in Portugal Denominação de Origem Controlada und entspricht dem spanischen DO oder dem französischen AOC-System. Sechs Regionen erzeugen IPR-Weine (Indicação de Proveniencia Regulamentada, entsprechend den VDQS-Weinen), acht Regionen Landweine (Vinhos Regionais, entsprechend den französischen Vin de Pays). Der Rest ist Tafelwein (Vinho de Mesa).
Portugal verfügt über eine große Varietät autochthoner weißer und roter Rebsorten.
Mit dem Colares verfügt man außerdem über einen der überaus seltenen Weine, die noch mit wurzelechten europäischen Reben (Ramisco) im Sand nördlich von Sintra in Colares nahe der Atlantikküste angebaut werden. Die Reblaus, die fast alle anderen europäischen Reben im 19. Jahrhundert zerstört hat, konnte im Sand nicht überleben.

## Weinbezeichnungen
Die Weingüter heißen Quintas (port. für Landgut), vergleichbar mit den französischen Begriff propriété. Weinkellereien heißen Caves.
- Verdes: schnell zu konsumierende Jungweine
- Maduro: reife Weine
- Garrafeira: lange gelagerte Spitzenweine

## Rebsorten
Portugal besitzt durch seine klimatische, geologische und topografische Vielfalt über 500 autochthone Rebsorten, die sogenannten Castas. Zur Weinproduktion sind  zurzeit (Stand 2013) 341 Sorten zugelassen. Die wichtigsten Rotweinsorten sind Alfrocheiro, Tinta Roriz, Baga, Castelão Francês, Touriga Francesca und Touriga Nacional. Die wichtigsten Weißweinsorten sind Alvarinho, Arinto, Avesso, Azal, Bical, Encruzado, Loureiro, Trajadura und Verdelho.

### Weißweinsorten
| - Alicante Branco - Almafra - Alvarinho (410 Hektar) - Arinto (2.310 Hektar) - Assario Branco (1.148 Hektar) - Avesso (471 Hektar) - Azal Branco (3.081 Hektar) - Bical (1.336 Hektar) - Boal Branco (4.014 Hektar) - Caracol (15 Hektar) - Cerceal (885 Hektar) - Codega (4.398 Hektar) - Diagalves (2.333 Hektar) - Donzelinho Branco (644 Hektar) - Encruzado (208 Hektar) - Esgana Cão (583 Hektar) |

| - Fernão Pires (23.163 Hektar) - Gouveio (2.414 Hektar) - Jampal (385 Hektar) - Listrão (23 Hektar) - Loureiro (2.384 Hektar) - Manteudo (918 Hektar) - Malvasia (13.050 Hektar) - Moscatel de Setúbal (1.108 Hektar) - Rabo de Ovelha (3.115 Hektar) - Talia (571 Hektar) - Tamarez (1.318 Hektar) - Trajadura (1.169 Hektar) - Trincadeira das Pratas (521 Hektar) - Verdelho Branco (89 Hektar) - Viosinho - Vital (5.065 Hektar) |

### Rotweinsorten
| - Agronomica - Agua Santa - Alcoa - Alfrocheiro Preto (220 Hektar) - Alicante Bouschet - Alvarelhão (470 Hektar) - Alvarelhão Ceitão - Amaral (auch Azal Preto genannt) - Amor-Não-Me-Deixes - Aramon - Arjunçao - Baga (7.062 Hektar) - Barreto de Semente - Bastardo (4.442 Hektar) - Bonvedro - Borraçal (4.497 Hektar) - Branjo - Cabernet Franc - Cabernet Sauvignon - Cabinda - Caladoc - Calrão - Camarate (947 Hektar) - Campanario - Carignan - Carrega Burros - Carrega Tinto - Casculho - Castela - Castelão (Rebsorte) (2.387 Hektar) - Castelino - Cidreiro - Cinsaut - Complexa (43 Hektar) - Concieira - Coraçao de Galo - Cornifesto Tinto - Corropio - Corvo Negro - Deliciosa - Doçal - Doce - Donzelinho Tinto |

| - Engomada - Espadeiro (2.387 Hektar) - Farinheira - Fepiro - Ferral - Galego Dourado Tinto - Gamay - Gonçalo Pires - Gorda - Gouveio Preto - Graciosa - Grand Noir de la Calmette (1.049 Hektar) - Grangeal - Grenache - Jaen du Dão (1.737 Hektar) - Labrusco - Lourela - Lusitano - Malandra - Malvarisco - Manteudo Preto - Melhorio - Melra - Merlot - Mindelo - Molar - Mondet - Monvredo (73 Hektar) - Moscargo - Moscatel Galego Tinto - Mourisco (5.166 Hektar) - Mourisco de Semente - Mourisco de Trevoes - Moreto (2.499 Hektar) - Mulata - Negra Mole (1.218 Hektar) - Nevoeira - Padeiro - Parreira Matias - Patorra - Pau Ferro - Pedral (314 Hektar) - Periquita (20.315 Hektar) |

| - Pêro Pinhao - Petit Bouschet - Petit Verdot - Pexem - Pinot Noir (359 Hektar) - Patorra - Portugues Azul - Preto Cardana - Preto Martinho (1.157 Hektar, auch Amostrinha genannt) - Primavera - Rabo de Anho - Rabo de Lobo - Ramisco (146 Hektar) - Rufete (3280 Hektar) - Sousão - Syrah - Tannat - Teinturier du Cher - Tempranillo (5.286 Hektar) (Aragonez oder Tinta Roriz) - Tinta Barroca (7.196 Hektar) - Tinta Carvalha (5.242 Hektar) - Tinta Francisca - Tinta Lameira - Tinta Martins - Tinta Mesquita - Tinta Miuda - Tinta Negra Mole (279 Hektar) - Tinto Cão (1.059 Hektar) - Touriga Francesca (7.439 Hektar) - Touriga Nacional (2.762 Hektar) - Trincadeira Preta (8.463 Hektar) - Verdelho Tinto (3 Hektar) - Vinhão (8.607 Hektar) - Zinfandel |

## Anbaugebiete

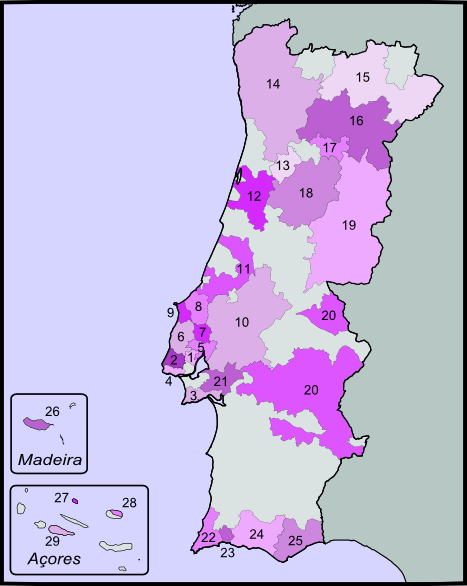
DOC und IPR-Gebiete in Portugal: 1. Bucelas DOC, 2. Colares DOC, 3. Setúbal DOC, 4. Carcavelos DOC, 5. Alenquer DOC, 6. Torres Vedras DOC, 7. Arruda DOC, 8. Óbidos DOC, 9. Lourinhã DOC, 10. Tejo DOC, 11. Encostas de Aire DOC, 12. Bairrada DOC, 13. Lafões IPR, 14. Vinho Verde DOC, 15. Trás-os-Montes DO, 16. Porto DOC & Douro DOC, 17. Távora-Varosa DOC, 18. Dão DOC, 19. Beira Interior DOC, 20. Alentejo DOC, 21. Palmela DOC, 22. Lagos DOC, 23. Portimão DOC, 24. Lagoa DOC, 25. Tavira DOC, 26. Madeira DOC & Madeirense DO, 27. Graciosa IPR, 28. Biscoitos IPR und 29. Pico IPR

Vinho VerdeIm kühlen, regenreichen und fruchtbaren Norden Portugals wachsen auf kargen, sandigen Granitböden frische, schnell zu konsumierende Weine (Vinho Verde). Neben den wohlbekannten weißen Sorten gibt es lokal auch rote Varianten, die sehr tanninhaltig sind.
Douro
Das Portwein-Anbaugebiet östlich von Porto am Douro-Fluss. Die Schieferböden speichern Feuchtigkeit und helfen den Reben, die trockenen und heißen Sommer zu überstehen. Mittlerweile kommen aus dem Douro auch zunehmend klassische Rotweine von beachtlicher Qualität, etwas tanninärmer und säurebetonter als aus anderen Regionen.
Bairrada
Anbaugebiet um die Stadt Águeda. Hier entstehen schwere Rotweine aus der Baga-Traube.
Dão
Das traditionsreiche Weinanbaugebiet des Dão liegt in der gebirgigen Beira-Region, nördlich des höchsten Gebirges Portugals, der Serra da Estrela, und wird ebenfalls von den Gebirgen Buçaco und Caramulo durchzogen – die Weingärten sind aus diesem Grund auch typischerweise in Terrassenform angelegt. Das Gebiet ist nach dem gleichnamigen Fluss benannt, der es durchfließt. Die wichtigsten Rebsorten sind für Rotwein Tourigo, Tinta Pinheira und Alvarelhão, für Weißwein Arinto, D. Branca und Barcelos.
Estremadura
Küstenstreifen bei Lissabon mit atlantischem Klima und vielfach sandigen Böden. Die Weine sind frisch und modern.
Terras do Sado
Die Regionen Palmela und Setúbal. Trockene Weißweine, klassische Rotweine und Muskateller werden produziert. Der bekannteste Muskateller aus der Region Setúbal ist der Moscatel Roxo, der erst nach 20-jähriger Kellerreifung auf den Markt kommt.
Alentejo
Das heiße Klima begünstigt die Herstellung von modernen Spitzenweinen. Dabei ist die Qualität der Rotweine durchweg imposant, bei den Weißweinen ist die gekühlte Verarbeitung für die Qualität entscheidend.
Madeira
Die Atlantikinsel mit ihrem tropischen Klima ist berühmt für ihre Madeira-Sorten.
Azoren
Weinbau wird auf den Inseln Graciosa, Pico und Terceira betrieben (DOC-Gebiete Pico, Biscoito (Terceira) und Graciosa). Der Weinbau auf Pico ist als Weinbaukulturlandschaft der Insel Pico als UNESCO-Welterbe anerkannt.
Tejo (vormals Ribatejo)
Das zentral in Portugal gelegene landwirtschaftliche Herzstück weist sehr gute mineralische Böden auf, die oft mit Kies durchsetzt sind, und profitiert durch seine Lage am Fluss Tejo. Das Klima ist ganzjährig mild.

## Bekannte und wichtige Produzenten
- Grupo Sogevinus SGPS SA: einer der größten portugiesischen Portweinproduzenten.

## Korkherstellung

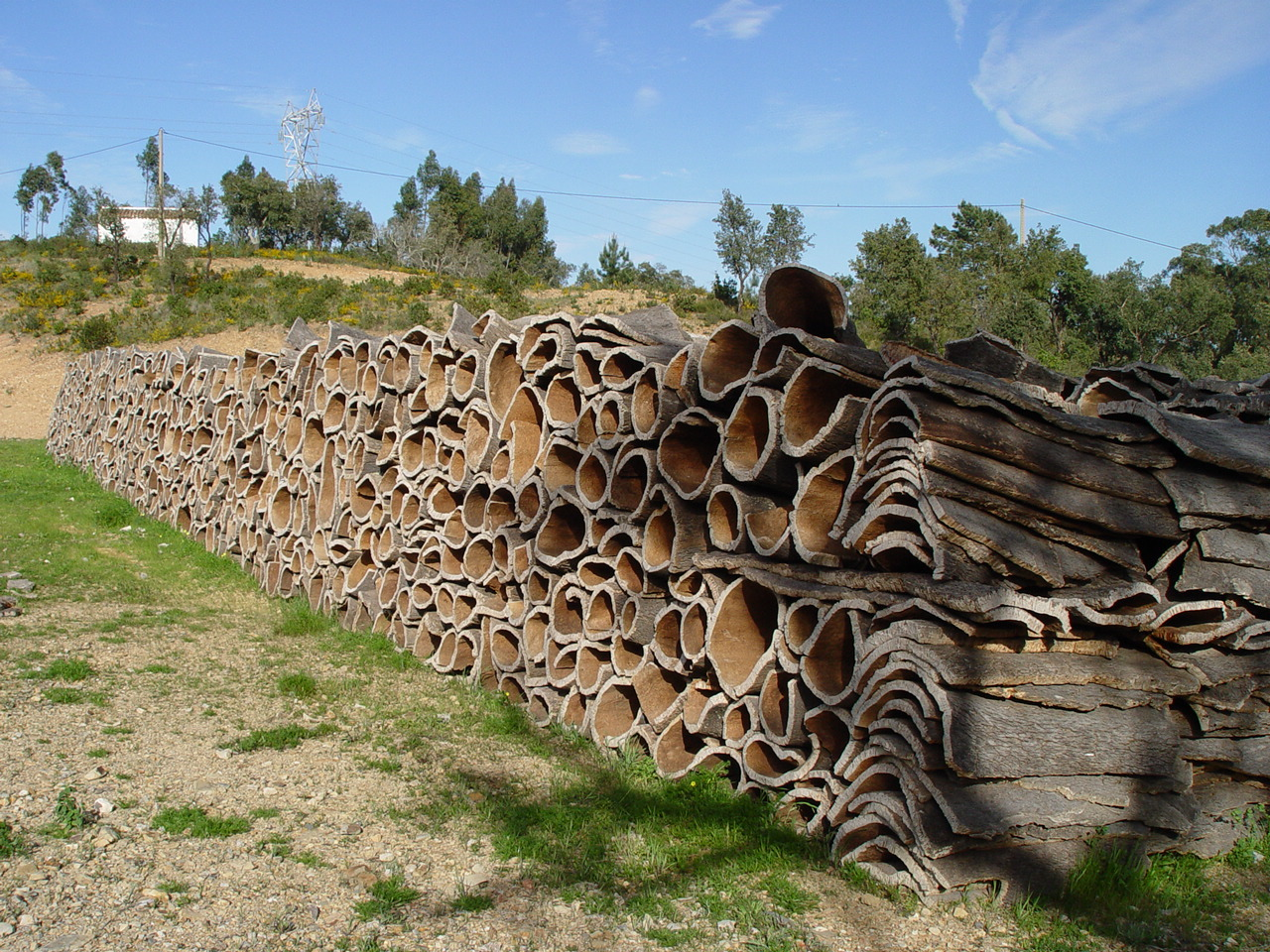
Lagerung von geschälten Korkeichenrinden an der Algarve

Unter den Korkenherstellern nimmt Portugal weltweit den ersten Rang ein, es besitzt 31 % der Korkeichenbestände. 190.000 Tonnen Korken (51 % der Weltproduktion) werden in Portugal geerntet.